# Орден Военных заслуг Компаньонов Артигаса
Орден Военных заслуг Компаньонов Артигаса — государственная награда Восточной Республики Уругвай за военные заслуги.

## История
Орден Военных заслуг Компаньонов Артигаса был учреждён 28 ноября 1979 года на основании закона № 14955, изданного Государственным советом Уругвая, считавшимся законодательным органом с 1973 года, в период диктатуры Аугусто Пиночета.
Орден был посвящён одному из руководителей освободительного движения против испанского и португальского колониальных режимов в Южной Америке, национальному герою и отцу-основателю уругвайского государства Хосе Хервасио Артигасу. Орден вручался как военным, так и гражданским лицам за заслуги перед уругвайской армией.
С приходом к власти демократически избранного правительства 13 марта 1985 года был принят Закон № 15738, который урегулировал некоторые законодательные акты, принятые Государственным советом Уругвая в период с 19 декабря 1973 года по 14 февраля 1985 года, не уполномоченным в силу действующей Конституции государства на такие функции, а также отменяющий некоторые из них, в число которых вошло учреждение ордена Военных заслуг Компаньонов Артигаса.

## Степени
Орден состоит из пяти классов:
- Кавалер Большой ленты — знак ордена на чрезплечной ленте и звезда на левой стороне груди
- Гранд-офицер — знак ордена на шейной ленте и звезда на левой стороне груди
- Командор — знак ордена на шейной ленте
- Офицер — позолоченный серебряный знак на нагрудной ленте
- Кавалер — серебряный знак на нагрудной ленте

## Описание
Знак ордена – лапчатый крест синей эмали с золотым бортиком. В центре креста изображение Майского солнца. Знак при помощи золотого переходного звена в виде двух лавровых ветвей, сложенных в венок крепится к орденской ленте.
Реверс знака без эмали в центре круглый медальон с надписью в четыре строки: «ORDEN / MILITAR / AL / MERITO».
Звезда ордена серебряная восьмиконечная, формируемая множеством пирамидально расположенных заострённых лучиков. В центре круглый медальон синей эмали с каймой тёмно-синей эмали. В центре медальона изображение Майского солнца, по кайме надпись: «ORDEN MILITAR AL MERITO». За медальоном расположены два перекрещенных золотых меча остриями вверх.
 Лента ордена шёлковая муаровая белого цвета с широкой красной полоской по центру и синими полосками по краю.